# Eriophora decorosa
Eriophora decorosa là một loài nhện trong họ Araneidae.
Loài này thuộc chi Eriophora. Eriophora decorosa được Arthur T. Urquhart. miêu tả năm 1894.